# کمپ شواب
کمپ شواب (انگلیسی: Camp Schwab) یک پایگاه نظامی سپاه تفنگداران دریایی ایالات متحده آمریکا است که در شمال شرقی استان اوکیناوا، ژاپن واقع شده است و در حال حاضر محل استقرار هنگ ۴ تفنگداران دریایی و سایر عناصر ۲۸۰۰۰ سرباز آمریکایی مستقر در این جزیره است. این اردوگاه در سال ۱۹۵۹ به افتخار آلبرت شواب، دریافت‌کننده مدال افتخار که در نبرد اوکیناوا کشته شد، افتتاح گردید.
اردوگاه شواب عمدتاً در شهر ناگو (۹۹٪) واقع شده است و بخش کوچکی از پایگاه در روستای گینوزا (۱٪) قرار دارد. در این کمپ، واحد آموزش تیراندازی با گلوله‌های جنگی و هماهنگی با سایر واحدها انجام می‌شود.